# Saint-Sornin (Allier)
Saint-Sornin è un comune francese di 228 abitanti situato nel dipartimento dell'Allier della regione dell'Alvernia-Rodano-Alpi.

## Società

### Evoluzione demografica
Abitanti censiti